# Šuryškarskij Sor
Lo Šuryškarskij Sor (in russo Шурышкарский Сор?) è un grande lago nella depressione della pianura alluvionale dell'Ob'. Si trova nel Šuryškarskij rajon del Circondario autonomo Jamalo-Nenec, in Russia. 

## Descrizione
Il lago copre una superficie di 203 km² e misura 20 km per 15. La profondità massima è di 5 m. L'altitudine sul livello del mare è di 3 m. Il maggior tributario è il fiume Lar"ëgan (lungo 58 km) che sfocia nel lago a nord. L'acqua defluisce a sud-est dal canale Šuryškarskij che si collega alla Malaja Ob'. In estate esonda e il livello scende in inverno. Le sponde sono basse e paludose.

## Ittiofauna
Il lago è ricco di pesci e viene utilizzato per la pesca commerciale, la quale include il luccio, il pesce persico e, meno comunemente, il Carassius.